# Cry1Ab
 (mars 2017).
Si vous disposez d'ouvrages ou d'articles de référence ou si vous connaissez des sites web de qualité traitant du thème abordé ici, merci de compléter l'article en donnant les références utiles à sa vérifiabilité et en les liant à la section « Notes et références ».
Cry1Ab est un gène codant pour une protéine insecticide provenant de la bactérie Bacillus thuringiensis introduit dans le maïs Bt pour que ce maïs puisse produire lui-même une toxine permettant de tuer la pyrale, la chenille d’un papillon qui dévore l’intérieur des tiges.